# Розанов, Иван Григорьевич
Иван Григорьевич Розанов (1916—1986) — советский офицер-артиллерист, участник Великой Отечественной войны, Герой Советского Союза (10.04.1945). Полковник (1954).

## Биография
Иван Розанов родился 24 августа (6 сентября по нов.ст.) 1916 года в Москве. Окончил среднюю школу. С 1927 года жил в городе Гжатск. В 1935 году окончил 10 классов школы. В 1935-1937 годах учился в Московском механико-машиностроительном институте, но учёбу там не окончил. В 1938 году окончил курсы при Московском областном педагогическом институте. В 1938-1939 годах работал учителем истории в деревне Яковлевское Наро-Фоминского района Московской области.
В сентябре 1939 года был призван на службу в Рабоче-крестьянскую Красную Армию. Направлен на срочную службу в 226-й корпусный артиллерийский полк Московского военного округа (г. Шуя), в котором в 1940 году окончил полковую школу и далее служил командиром отделения, помощником командира взвода и командиром взвода. 
В начале Великой Отечественной войны был переведён в 5-ю воздушно-десантную бригаду полковника А. И. Родимцева и в её составе в июле прибыл на Юго-Западный фронт. Воевал в ней командиром взвода управления, начальником разведки и начальником штаба 4-го отдельного артиллерийского дивизиона, участвовал в Киевской оборонительной операции. С ноября 1941 года – начальник штаба миномётного батальона 16-го стрелкового полка (в январе 1942 года полк получил гвардейское звание и был переименован в 34-й гвардейский стрелковый полк) в 13-й гвардейской стрелковой дивизии тоже на Юго-Западном фронте. Участвовал в Харьковском сражении и в Воронежско-Ворошиловградской операции. В декабре 1941 года был ранен в наступательных боях на тимском направлении.
С сентября 1942 года – старший адъютант и заместитель командира по строевой части, а с июля 1943 года – командир 4-го гвардейского отдельного истребительно-противотанкового дивизиона 13-й гвардейской стрелковой дивизии. Воевал на Сталинградском, Воронежском, Степном и 2-м Украинском фронтах. Участвовал в Сталинградской битве, Курской битве, битве за Днепр, Кировоградской и Уманско-Ботошанской наступательных операциях. 
В апреле-сентябре 1944 года – заместитель командира 32-го гвардейского артиллерийского полка по строевой части 13-й гвардейской стрелковой дивизии (2-й Украинский фронт). Участвовал в Львовско-Сандомирской наступательной операции.
С сентября 1944 года и до Победы гвардии майор Иван Розанов командовал 232-м гвардейским артиллерийским полком 97-й гвардейской стрелковой дивизии 5-й гвардейской армии 1-го Украинского фронта. Участвовал в боях на Сандомирском плацдарме. В декабре 1944 года был ранен вторично.
Командир 232-го гвардейского артиллерийского полка гвардии майор И. Г. Розанов особенно отличился в ходе Висло-Одерской наступательной операции. В конце января 1945 года Розанов сумел вывести свой полк к Одеру вместе с передовыми наступавшими частями и первым из артиллерийских полков фронта форсировал реку. Артиллеристы своим огнём способствовал успешному форсированию Одера стрелковыми частями в районе города Олау (ныне — Олава, Польша) и особенно — захвату и удержанию плацдарма. В результате за первые сутки форсирования был захвачен крупный плацдарм на 8 километров по фронту и до 15 километров в глубину, заняты десятки населённых пунктов и город Олау. В этих боях артиллеристы майора Розанова подбили 10 танков, самоходных орудий и бронетранспортёров, уничтожили 21 пулемётную точку и до полка пехоты противника.
Указом Президиума Верховного Совета СССР от 10 апреля 1945 года «за образцовое выполнение заданий командования на фронте борьбы с немецкими захватчиками и проявленные при этом отвагу и геройство» гвардии майору Ивану Григорьевичу Розанову присвоено звание Героя Советского Союза с вручением ордена Ленина и медали «Золотая Звезда».
В завершающие месяцы войны участвовал в Нижнесилезской, Верхнесилезской, Берлинской и Пражской наступательных операциях. 
После окончания войны И. Г. Розанов продолжил службу в Советской армии и ещё год, до апреля 1946 года, продолжал командовать тем же полком. Произвёл передислокацию полка в Львовский военный округ. Затем был направлен на учёбу, в октябре 1946 года окончил Высшую офицерскую артиллерийскую школу (Ленинград). С 1946 года – начальник штаба истребительно-противотанкового артиллерийского полка и заместитель начальника штаба артиллерии стрелковой дивизии в Прикарпатском военном округе, но уже в 1947 году его вновь направили учиться, теперь уже в академию.
В 1950 году окончил Военную академию имени М. В. Фрунзе. После её окончания 19 лет служил в редакции военно-исторической литературы Воениздата: редактор, с 1953 — старший редактор, с 1956 — главный редактор. С июля 1969 года полковник И. Г. Розанов в отставке.
Проживал и работал в Москве. Скончался 7 октября 1986 года. Похоронен на Митинском кладбище.

## Награды
- Герой Советского Союза (10.04.1945)
- Орден Ленина (10.04.1945)
- Орден Красного Знамени (7.03.1943)
- Два ордена Отечественной войны 1-й степени (12.07.1944, 11.03.1985)
- Два ордена Красной Звезды (30.09.1944, 26.10.1955)
- Две медали «За отвагу» (13.04.1942, 20.10.1942)
- Медаль «За боевые заслуги» (15.11.1950)
- Другие медали.